# USS Hartley (DE-1029)
El USS Hartley (DE-1029) fue un destructor de escolta clase Dealey construido para la Armada de los Estados Unidos en la década de 1950. Luego fue usado por la Armada de Colombia como ARC Boyacá (DE-16), Actualmente se conserva como barco museo en Guatape, Colombia.

## Historia
Iniciado por New York Shipbuilding Co. en Camden, Nueva Jersey, el 31 de octubre de 1955; botado el 24 de noviembre de 1956, amadrinado por Henry Hartley, viuda del almirante Henry Hartley; y entrado al servicio el 26 de junio de 1957 en Filadelfia, a cargo del teniente comandante C. N. Crandall, Jr.
Tenía un desplazamiento de 1877 t a plena carga, 96 m de eslora total, 11,2 m de manga y 3,6 m de calado. Estaba propulsado por una turbina de engranajes y dos calderas, pudiendo alcanzar los 27 nudos de velocidad. Su armamento eran cuatro cañones de calibre 76 mm y un sistema antisubmarino RUR-4 Weapon Alpha.
Tras sus primeras operaciones en el mar Caribe, el USS Hartley se unió al Escort Squadron (CortRon) 14 en Newport, Rhode Island el 28 de enero de 1958. Ese día, practicó tácticas antisubmarinas y de convoy. El 12 de mayo del mismo año, partió al mar Mediterráneo junto al CortRon 14, el CortRon 10 y el USS Wasp, para ejercitar con la Sexta Flota. Durante la crisis del Líbano de 1958, el Hartley patrulló la costa del Líbano durante dos meses. Regresó a Newport el 7 de octubre.
El 6 de febrero de 1959, zarpó junto al Escort Squadron 14 hacia América del Sur. Participó de ejercicios antisubmarinos durante los cuales la Armada de los Estados Unidos incorporó unidades de las marinas de guerra argentina, brasileña, uruguaya y venezolana.
Estados Unidos vendió el buque a Colombia, transfiriéndolo el 8 de julio de 1972. La Armada de este país lo incorporó bajo el nombre de «ARC Boyacá (D-07)». Su indicativo D-07 cambió por DE-16. Fue retirado en 1994. Actualmente se conserva como barco museo en Guatape, Colombia.